# 한국실크연구원
한국실크연구원 KSRI(Korea Silk Research Institute)은 실크산업에 대한 기술지도·보급과 기능인력 양성을 위해 1988년 설립된 연구기관이다. 경상남도 진주시 문산읍 월아산로 996번길 5

## 설립 근거
- 산업기술혁신 촉진법[1]

## 연혁
- 1988년 2월 한국견직연구원 설립허가(산업자원부)
- 1989년 4월 본관 및 연구동 준공 및 개원식
- 2001년 6월 현 청사이전 및 견직물 시제품개발 지원센터 개원
- 2006년 4월 산업기술혁신 촉진법 제 42조로 설립 및 지원근거 이관
- 2007년 5월 한국실크연구원으로 명칭 변경
- 2017년 4월 3일 실크산업혁신센터 이전

## 조직
- 경영지원실
- 기반산업육성팀
- 융합신소재연구팀
- 산학연협력센터팀

## 같이 보기
- 한국건설생활환경시험연구원
- 한국광기술원
- 한국기계전기전자시험연구원
- ECO융합섬유연구원 (舊 한국니트산업연구원)
- 한국로봇융합연구원
- 한국섬유개발연구원
- 한국신발피혁연구원
- 한국의류시험연구원
- 한국전기산업연구원
- 한국조선해양기자재연구원
- 한국패션산업연구원
- 한국화학융합시험연구원
- FITI시험연구원(舊 한국원사직물시험연구원)
- 한국염색기술연구소